# Jan Castellon
Jan Castellon Ribalta (Lleida, 31 juli 2003) is een Spaans wielrenner.

## Carrière
Na drie jaar voor de opleidingsploeg te hebben gereden, werd Castellon in 2025 prof bij Caja Rural-Seguros RGA. Zijn debuut voor de ploeg maakte hij in de AlUla Tour. In de Ronde van Catalonië maakte hij de eerste etappe deel uit van de vroege vlucht. Onderweg verzamelde hij genoeg punten om tweede te staan in het puntenklassement. Aangezien klassementsleider Matthew Brennan de leiderstrui in het algemeen klassement moest dragen, reed Castellon in rit twee in de blauw-witte leidertrui van het puntenklassement.

## Ploegen
- 2025 –  Caja Rural-Seguros RGA